# 2024年サウジアラビアグランプリ
2024年サウジアラビアグランプリ (英: 2024 Saudi Arabian Grand Prix）は、2024年のF1世界選手権の第2戦として、2024年3月9日にジェッダ・コーニッシュ・サーキットにて開催された。
正式名称は「Formula 1 STC Saudi Arabian Grand Prix 2024」。

## 背景
タイヤ
ピレリが持ち込んだドライ用タイヤのコンパウンドはハード（白）：C2、ミディアム（黄）：C3、ソフト（赤）：C4の中間の組み合わせ。
| ドライ用   | ドライ用       | ドライ用   | ウェット用           | ウェット用   |
| C2         | C3             | C4         | インターミディエイト | フルウェット |
| ---------- | -------------- | ---------- | -------------------- | ------------ |
| （ハード） | （ミディアム） | （ソフト） | （小雨用）           | （大雨用）   |
DRS：3箇所
※（　）内は検知ポイント
- DRS1：ターン19の出口から（ターン17の出口）
- DRS2：ターン25の入口から（ターン22の入口）
- DRS3：ターン27より240m先から（ターン27の出口）

開催日時について
3月10日（日曜日）からイスラム教の断食月であるラマダーンが始まるため、各セッションの日程が1日前倒しとなる。

## エントリーリスト
フェラーリはカルロス・サインツが虫垂炎による手術により2日目以降のセッションを欠場することを発表。リザーブドライバーでFIA F2選手権に参戦中のオリバー・ベアマンが代走を務める。なお、ベアマンはF1デビュー戦となる。

## フリー走行
FP1
2024年3月7日 16:30 SAST(UTC+3) （特記のない出典: ）
- 気温:29.4 °C (84.9 °F) 路面温度:41.9 °C (107.4 °F) 天候:晴 路面状況:ドライ

マックス・フェルスタッペンは「エンジンの挙動が若干おかしい」と報告するもトップタイムを記録した。ランス・ストロールはセッション開始13分に左フロントホイールをターン22の壁にヒットさせてしまい、修理が必要になった。シャルル・ルクレールはコース上に落ちていたビニール袋が左フロントに引っかかってしまうアクシデントに見舞われた。
FP2
2024年3月7日 20:10 SAST(UTC+3) （特記のない出典: ）
- 気温:28.9 °C (84.0 °F) 路面温度:25.7 °C (78.3 °F) 天候:晴 路面状況:ドライ

ピットレーンの排水カバーのボルトの緩みについて確認作業を行ったため、セッション開始が10分遅れた。トップタイムはフェルナンド・アロンソが記録した。ルイス・ハミルトンがスロー走行中にローガン・サージェントのアタックラップを妨害したため、スチュワードから召喚される一幕もあった。
FP3
2024年3月8日 16:30 SAST(UTC+3)（特記のない出典: ）
- 気温:26 °C (79 °F) 路面温度:38 °C (100 °F) 天候:晴 路面状況:ドライ

前述の通りカルロス・サインツが虫垂炎の手術によって欠場となり、代わってオリバー・ベアマンが初めてフェラーリ・SF-24で走行したが、危なげない走りで10番手タイムを記録。ローガン・サージェントは開始29分にターン22でウォールに接触し、タイムを記録できなかった。周冠宇は残り18分にリアを滑らせ、ターン8のウォールにクラッシュ。このクラッシュで赤旗中断となったが周に怪我はなく、残り5分にセッションは再開された。トップタイムはフェルスタッペンが記録した。

### 各セッションの順位
| 順位  | ドライバー         | コンストラクター             | タイム   |
| ----- | ------------------ | ---------------------------- | -------- |
| 1     | M.フェルスタッペン | レッドブル                   | 1:29.659 |
| 2     | F.アロンソ         | アストンマーティン・アラムコ | 1:29.845 |
| 3     | S.ペレス           | レッドブル                   | 1:29.868 |
| 4     | G.ラッセル         | メルセデス                   | 1:29.939 |
| 5     | C.ルクレール       | フェラーリ                   | 1:30.030 |
| 出典: |                    |                              |          |

| 順位  | ドライバー         | コンストラクター             | タイム   |
| ----- | ------------------ | ---------------------------- | -------- |
| 1     | F.アロンソ         | アストンマーティン・アラムコ | 1:28.827 |
| 2     | G.ラッセル         | メルセデス                   | 1:29.057 |
| 3     | M.フェルスタッペン | レッドブル                   | 1:29.158 |
| 4     | C.ルクレール       | フェラーリ                   | 1:29.180 |
| 5     | S.ペレス           | レッドブル                   | 1:29.300 |
| 出典: |                    |                              |          |

| FP3 \| 順位 \| ドライバー \| コンストラクター \| タイム \| \| ---------- \| ------------------ \| ---------------- \| -------- \| \| 1 \| M.フェルスタッペン \| レッドブル \| 1:28.412 \| \| 2 \| C.ルクレール \| フェラーリ \| 1:28.608 \| \| 3 \| S.ペレス \| レッドブル \| 1:28.906 \| \| 4 \| G.ラッセル \| メルセデス \| 1:28.964 \| \| 5 \| L.ノリス \| マクラーレン \| 1:28.971 \| \| 出典: [14] \| \| \| \| | - 注: いずれもトップ5まで掲載。 |                  |          |
| 順位 | ドライバー                      | コンストラクター | タイム   |
| 1 | M.フェルスタッペン              | レッドブル       | 1:28.412 |
| 2 | C.ルクレール                    | フェラーリ       | 1:28.608 |
| 3 | S.ペレス                        | レッドブル       | 1:28.906 |
| 4 | G.ラッセル                      | メルセデス       | 1:28.964 |
| 5 | L.ノリス                        | マクラーレン     | 1:28.971 |
| 出典: |                                 |                  |          |

## 予選
2024年3月8日 20:00 SAST(UTC+3)（特記のない出典: ）
- 気温:25 °C (77 °F) 路面温度:31 °C (88 °F) 天候:晴 路面状況:ドライ

マックス・フェルスタッペンが2番手のシャルル・ルクレールに0.319秒の大差をつけ、本GPでは初めてポールポジションを獲得した。一方、ルクレールから4番手のフェルナンド・アロンソまでは0.055秒差の接戦であった。マクラーレン勢が3列目、メルセデス勢は4列目を占めることになった。角田裕毅はQ3に進出し、最終アタックでランス・ストロールをかわして9番手に食い込んだ。初参加のオリバー・ベアマンはQ2敗退の11番手に終わったが、Q2で10番手だったルイス・ハミルトンとは0.036秒の僅差だった。FP3でクラッシュした周冠宇のマシン修復は予選中も続き、Q1の残り2分でコースインできたが、タイムアタックに間に合わなかった。

### 予選結果
| 順位                | No. | ドライバー                 | コンストラクター                        | Q1       | Q2       | Q3       | Grid |
| ------------------- | --- | -------------------------- | --------------------------------------- | -------- | -------- | -------- | ---- |
| 1                   | 1   | マックス・フェルスタッペン | レッドブル-ホンダ・RBPT                 | 1:28.171 | 1:28.033 | 1:27.472 | 1    |
| 2                   | 16  | シャルル・ルクレール       | フェラーリ                              | 1:28.318 | 1:28.112 | 1:27.791 | 2    |
| 3                   | 11  | セルジオ・ペレス           | レッドブル-ホンダ・RBPT                 | 1:28.638 | 1:28.467 | 1:27.807 | 3    |
| 4                   | 14  | フェルナンド・アロンソ     | アストンマーティン・アラムコ-メルセデス | 1:28.706 | 1:28.122 | 1:27.846 | 4    |
| 5                   | 81  | オスカー・ピアストリ       | マクラーレン-メルセデス                 | 1:28.755 | 1:28.343 | 1:28.089 | 5    |
| 6                   | 4   | ランド・ノリス             | マクラーレン-メルセデス                 | 1:28.805 | 1:28.479 | 1:28.132 | 6    |
| 7                   | 63  | ジョージ・ラッセル         | メルセデス                              | 1:28.749 | 1:28.448 | 1:28.316 | 7    |
| 8                   | 44  | ルイス・ハミルトン         | メルセデス                              | 1:28.994 | 1:28.606 | 1:28.460 | 8    |
| 9                   | 22  | 角田裕毅                   | RB-ホンダ・RBPT                         | 1:28.988 | 1:28.564 | 1:28.547 | 9    |
| 10                  | 18  | ランス・ストロール         | アストンマーティン・アラムコ-メルセデス | 1:28.250 | 1:28.578 | 1:28.572 | 10   |
| 11                  | 38  | オリバー・ベアマン         | フェラーリ                              | 1:28.984 | 1:28.642 |          | 11   |
| 12                  | 23  | アレクサンダー・アルボン   | ウィリアムズ-メルセデス                 | 1:29.107 | 1:28.980 |          | 12   |
| 13                  | 20  | ケビン・マグヌッセン       | ハース-フェラーリ                       | 1:29.069 | 1:29.020 |          | 13   |
| 14                  | 3   | ダニエル・リカルド         | RB-ホンダ・RBPT                         | 1:29.065 | 1:29.025 |          | 14   |
| 15                  | 27  | ニコ・ヒュルケンベルグ     | ハース-フェラーリ                       | 1:29.055 | DNF      |          | 15   |
| 16                  | 77  | バルテリ・ボッタス         | キック・ザウバー-フェラーリ             | 1:29.179 |          |          | 16   |
| 17                  | 31  | エステバン・オコン         | アルピーヌ-ルノー                       | 1:29.475 |          |          | 17   |
| 18                  | 10  | ピエール・ガスリー         | アルピーヌ-ルノー                       | 1:29.479 |          |          | 18   |
| 19                  | 2   | ローガン・サージェント     | ウィリアムズ-メルセデス                 | 1:29.526 |          |          | 19   |
| 107% time: 1:34.342 |     |                            |                                         |          |          |          |      |
| NC                  | 24  | 周冠宇                     | キック・ザウバー-フェラーリ             | DNF      |          |          | 20 1 |
| 出典:               |     |                            |                                         |          |          |          |      |

追記
- ^1 - 周はQ1でタイムを記録できず107%ルールに抵触したが、スチュワードの裁定により決勝への出走が許可された

## 決勝
2024年3月9日 20:00 SAST(UTC+3) （特記のない出典: ）
- 気温:25 °C (77 °F) 路面温度:32 °C (90 °F) 天候:晴れ 路面コンディション:ドライ

マックス・フェルスタッペンがポール・トゥ・ウィンで開幕2連勝を飾り、チームメイトのセルジオ・ペレスはアンセーフリリースによる5秒加算ペナルティを受けるも2位となり、レッドブルが開幕から2戦連続の1-2フィニッシュを達成した。シャルル・ルクレールは最終ラップにファステストラップを記録する意地を見せ、3位表彰台を獲得した。フェラーリ史上最年少F1デビューを果たした18歳のオリバー・ベアマンは7位入賞を果たし、本GPの「ドライバー・オブ・ザ・デイ」を受賞した。

### レース結果
| 順位    | No. | ドライバー                 | コンストラクター                        | 周回数 | タイム/リタイア原因 | Grid | Pts. |
| ------- | --- | -------------------------- | --------------------------------------- | ------ | ------------------- | ---- | ---- |
| 1       | 1   | マックス・フェルスタッペン | レッドブル-ホンダ・RBPT                 | 50     | 1:20:43.273         | 1    | 25   |
| 2       | 11  | セルジオ・ペレス           | レッドブル-ホンダ・RBPT                 | 50     | +13.643 1           | 3    | 18   |
| 3       | 16  | シャルル・ルクレール       | フェラーリ                              | 50     | +18.639             | 2    | 16FL |
| 4       | 81  | オスカー・ピアストリ       | マクラーレン-メルセデス                 | 50     | +32.007             | 5    | 12   |
| 5       | 14  | フェルナンド・アロンソ     | アストンマーティン・アラムコ-メルセデス | 50     | +35.759             | 4    | 10   |
| 6       | 63  | ジョージ・ラッセル         | メルセデス                              | 50     | +39.936             | 7    | 8    |
| 7       | 38  | オリバー・ベアマン         | フェラーリ                              | 50     | +42.679             | 11   | 6    |
| 8       | 4   | ランド・ノリス             | マクラーレン-メルセデス                 | 50     | +45.708             | 6    | 4    |
| 9       | 44  | ルイス・ハミルトン         | メルセデス                              | 50     | +47.391             | 8    | 2    |
| 10      | 27  | ニコ・ヒュルケンベルグ     | ハース-フェラーリ                       | 50     | +1:16.996           | 15   | 1    |
| 11      | 23  | アレクサンダー・アルボン   | ウィリアムズ-メルセデス                 | 50     | +1:28.354           | 12   |      |
| 12      | 20  | ケビン・マグヌッセン       | ハース-フェラーリ                       | 50     | +1:45.737 2 3       | 13   |      |
| 13      | 31  | エステバン・オコン         | アルピーヌ-ルノー                       | 49     | +1 Lap              | 17   |      |
| 14      | 2   | ローガン・サージェント     | ウィリアムズ-メルセデス                 | 49     | +1 Lap              | 19   |      |
| 15      | 22  | 角田裕毅                   | RB-ホンダ・RBPT                         | 49     | +1 Lap 1            | 9    |      |
| 16      | 3   | ダニエル・リカルド         | RB-ホンダ・RBPT                         | 49     | +1 Lap              | 14   |      |
| 17      | 77  | バルテリ・ボッタス         | キック・ザウバー-フェラーリ             | 49     | +1 Lap              | 16   |      |
| 18      | 24  | 周冠宇                     | キック・ザウバー-フェラーリ             | 49     | +1 Lap              | 20   |      |
| Ret     | 18  | ランス・ストロール         | アストンマーティン・アラムコ-メルセデス | 5      | アクシデント        | 10   |      |
| Ret     | 10  | ピエール・ガスリー         | アルピーヌ-ルノー                       | 1      | ギアボックス        | 18   |      |
| WD      | 55  | カルロス・サインツ         | フェラーリ                              |        | 体調不良            |      |      |
| ソース: |     |                            |                                         |        |                     |      |      |

追記
- ^FL - ファステストラップの1点を含む
- ^1 - ペレスと角田はアンセーフリリースにより5秒のタイムペナルティ。ペレスはこれに加えてペナルティポイント1点が科された（合計8点）[22]
- ^2 - マグヌッセンはアルボンとの接触を引き起こしたことで10秒のタイムペナルティとペナルティポイント3点が科された（合計3点） [19]
- ^3 - マグヌッセンは角田をオーバーテイクした際にコース外へ出てアドバンテージを得たため10秒のタイムペナルティ[19]

優勝者マックス・フェルスタッペンの平均速度
- 229.270 km/h (142.462 mph)

ファステストラップ
- シャルル・ルクレール - 1:31.632（50周目）

ラップリーダー
太字は最多ラップリーダー
- マックス・フェルスタッペン - 45周 (1-7, 13-50)
- ランド・ノリス - 5周 (8-12)

達成された主な記録
- マックス・フェルスタッペン - 100回目の表彰台[25]
- オリバー・ベアマン - 18歳306日でF1初出走
  - マックス・フェルスタッペン（17歳165日、2015年オーストラリアグランプリでトロ・ロッソから初出走）とランス・ストロール（18歳149日、2017年オーストラリアグランプリでウィリアムズから初出走）に次ぐ史上3番目の若さ[26]。

## 第2戦終了時点のランキング
|       | 順位 | ドライバー                 | ポイント |
| ----- | ---- | -------------------------- | -------- |
|       | 1    | マックス・フェルスタッペン | 51       |
|       | 2    | セルジオ・ペレス           | 36       |
| 1     | 3    | シャルル・ルクレール       | 28       |
| 1     | 4    | ジョージ・ラッセル         | 18       |
| 3     | 5    | オスカー・ピアストリ       | 16       |
| 出典: |      |                            |          |

|       | 順位 | ドライバー                              | ポイント |
| ----- | ---- | --------------------------------------- | -------- |
|       | 1    | レッドブル-ホンダ・RBPT                 | 87       |
|       | 2    | フェラーリ                              | 49       |
| 1     | 3    | マクラーレン-メルセデス                 | 28       |
| 1     | 4    | メルセデス                              | 26       |
|       | 5    | アストンマーティン・アラムコ-メルセデス | 13       |
| 出典: |      |                                         |          |

- 注：いずれもトップ5まで掲載。